# Atarba (Atarba) longitergata
Atarba (Atarba) longitergata is een tweevleugelige uit de familie steltmuggen (Limoniidae). De soort komt voor in het Neotropisch gebied.